# Bozgodār-e Pā'īn
Bozgodār-e Pā'īn (persiska: بزگدار پائین, Bozgodār-e Soflá, Bozgodār-e Pā’īn) är en ort i Iran.   Den ligger i provinsen Kermanshah, i den västra delen av landet, 400 km väster om huvudstaden Teheran. Bozgodār-e Pā'īn ligger 1 322 meter över havet och antalet invånare är 152.
Terrängen runt Bozgodār-e Pā'īn är kuperad åt sydväst, men åt nordost är den platt.Runt Bozgodār-e Pā'īn är det ganska tätbefolkat, med 185 invånare per kvadratkilometer. Närmaste större samhälle är Kahrīz, 19,8 km nordväst om Bozgodār-e Pā'īn. Trakten runt Bozgodār-e Pā'īn består till största delen av jordbruksmark.